# نوبوئو کاوای
نوبوئو کاوای (انگلیسی: Nobuo Kawai؛ ۱۸ آوریل ۱۹۳۲ – ۲۴ ژوئن ۲۰۰۶) هنرپیشه ژاپنی بود. از فیلم‌هایی که وی در آن بازی کرده است، می‌توان مرد سفیدپوش را نام برد.
او در سن ۷۴ سالگی بر اثر سکته مغزی درگذشت.